# Amel Ghouil
Amel Ghouil, née le 26 août 1966, est une femme politique tunisienne, membre de l'assemblée constituante élue le 23 octobre 2011. Elle y représente le parti islamiste Ennahdha dans la circonscription de l'Ariana.
Elle est aussi membre de la commission du pouvoir législatif, du pouvoir exécutif et de la relation entre eux, ainsi que de la commission des secteurs de production. Elle a été le deuxième rapporteur de la commission spéciale du règlement intérieur et de l'immunité.